# Orde van Nationale Held van Georgië
De Orde van Nationale Held (Georgisch: ეროვნული გმირის ორდენი, erovnoeli gmiris ordeni) is de hoogste staatsonderscheiding van Georgië en gaat vergezeld met de titel 'Nationale Held'.

## Statuut
De Orde van Nationale Held werd ingesteld op 24 juni 2004. De orde wordt toegekend aan personen voor hun bijzondere en uitzonderlijke heldendaad voor Georgië. Bij de onderscheiding zit ook een beloning van 15.000 Georgische lari.

## Beschrijving
De Orde van Nationale Held is een compositie met vijf kruisen, bestaande uit een groot gouden kruis met vier kleine gouden kruisen tussen de armen, die de samenstelling van de vlag van Georgië representeren. In de kruisen is dieprode emaille ingelegd. De hanger van het kruis is een gouden "Iveriaanse" kroon, de koninklijke kroon van Georgië, zoals die ook in het Wapen van Georgië is verwerkt. De kroon is ingelegd met edelstenen. De medaille is met de hanger verbonden door een gouden wijnstok. De Georgische heraldisch kunstenaar Mamoeka Gongadze maakte het ontwerp van de onderscheiding.

## Ontvangers

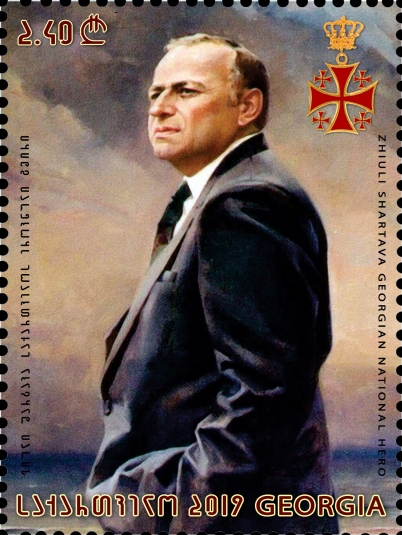
Zjioeli Sjartava was in 2004 de eerste ontvanger van de Orde van Nationale Held.

De onderscheiding werd sinds de invoering in 2004 aan enkele tientallen personen uitgereikt, vrijwel allemaal postuum. De Amerikaanse senator John McCain kreeg de onderscheiding in 2010 bij leven.
- Zjioeli Sjartava (1944–1993), Georgisch politicus, hoofd van de autonome Abchazische regering, vermoord tijdens de val van Soechoemi. Postuum onderscheiden in 2004.[6]
- Zaza Damenia (1972–2004), Georgische soldaat. In 2004 vlak na zijn dood onderscheiden voor zijn heldendaad in Zuid-Ossetië.[7]
- John McCain (1936–2018), onderscheiden in 2010 voor zijn steun aan Georgië in de Russisch-Georgische Oorlog van 2008.[8]
- Lech Kaczyński (1949–2010), president van Polen. Postuum onderscheiden in 2010.[9]
- Giorgi Antsoechelidze (1984–2008), Georgische soldaat die door marteling omkwam tijdens de Russisch-Georgische Oorlog van 2008. Postuum onderscheiden in 2013.[10]
- Giorgi Kvinitadze (1874–1970), militair commandant en opperbevelhebber in de Democratische Republiek Georgië.[11][12]
- Kakoetsa Tsjolokasjvili (1888–1930), militair officier en leider van de anti-Sovjet guerrillabeweging in de Georgische Sovjetrepubliek. Postuum onderscheiden in 2013.
- Zoerab Iaradzjoeli (1972–1993), militaire piloot van de Georgische luchtmacht, overleed in de oorlog in Abchazië. Postuum onderscheiden in 2013.[13][14]
- Zviad Gamsachoerdia (1939–1993), eerste president van Georgië. Postuum onderscheiden in 2013.[15][16]
- Merab Kostava (1939–1989), Georgische dissident uit het Sovjettijdperk. Postuum onderscheiden in 2013.[15][16]
- Giorgi Mazniasjvili (1871–1937), prominente Georgische generaal tijdens de Democratische Republiek Georgië. Postuum onderscheiden in 2013.[16]
- Ekvtime Takaisjvili (1862–1953), Georgisch historicus, archeoloog en weldoener. Postuum onderscheiden in 2013.[16]
- Micheil Tsereteli (1878–1965), Georgisch historicus en diplomaat. Postuum onderscheiden in 2013.[16]
- Grigol Peradze (1899–1942), Georgisch geestelijke en geleerde. Postuum onderscheiden in 2013.[16]
- Ambrosi (1861–1927), Katholikos-patriarch van Geheel Georgië. Postuum onderscheiden in 2013.[16]
- Maro Makasjvili (1901-1921), zuster van het Rode Kruis in Georgië, omgekomen tijdens de invasie van het Rode Leger. Postuum onderscheiden in 2015. Eerste vrouw die de onderscheiding kreeg.[17]
- Goeram Gabeskiria (1947-1993, burgemeester van Soechoemi in Abchazië en vermoord tijdens de val van Soechoemi. Postuum onderscheiden in 2017.[18]
- Mamia Alasania (1943-1993), voormalig hoofd van Staatsveiligheidscomité van het autonome oblast Zuid-Ossetië. Vermoord door separatisten tijdens val van Soechoemi in Abchazië.[19]
- Zoerab Tsjavtsjavadze (1953-1989), dissident en een van de leiders van de nationale beweging van de jaren 1980. Postuum onderscheiden in 2018.[20]
- Avtandil Ioseliani (1952-1992), omgekomen tijdens Abchazisch-Georgische gevechten in Otsjamtsjire. Postuum onderscheiden in 2019.[21][22]
- Geno Adamia (1936-1993), Georgische militaire commandant die omkwam tijdens de oorlog in Abchazië. Postuum onderscheiden in 2020.[23][24]
- Aleksandre Oniani (1981-2008), Georgische soldaat omgekomen bij de slag om Sjindisi in de Russisch-Georgische Oorlog van 2008. Postuum onderscheiden in 2021.[25]
- Dimitri Amilachvari (1906-1942), Georgische officier van het Franse leger, kolonel van het Frans Vreemdelingenlegioen. Postuum onderscheiden in 2021.[26]
- Micha Chelasjvili (1900-1925), volksdichter en deelnemer aan de anti-Sovjet-partizanenbeweging van de jaren twintig na de Sovjet-annexatie van het onafhankelijke Georgië. Postuum onderscheiden in 2022.[27][28]
- Collectief uitgereikt aan 15 leden van het Militaire Centrum van Georgië die in 1923 door het Sovjet-bolsjewistische regime waren geëxecuteerd vanwege hun betrokkenheid bij de voorbereiding van een anti-Sovjet-opstand. Postuum onderscheiden in 2023 en gedoneerd aan de Nationale Bibliotheek van Georgië.[29][30]